# Marco Padovani
Marco Padovani (Verona, 25 marzo 1959) è un politico italiano.

## Biografia
Cresciuto nel quartiere Santa Lucia, giovanissimo si iscrive al MSI. Dopo la Svolta di Fiuggi aderisce ad Alleanza Nazionale, divenendone commissario di Circoscrizione.
Tra il 2007 e il 2012 è assessore a decentramento, Protezione Civile e servizi tecnici circoscrizionali della prima giunta Tosi.
Nel 2014 aderisce all'associazione Battiti. Tre anni dopo, si ripresenta alle amministrative scaligere, tornando a ricoprire la carica di assessore.
Nel 2022 si candida alle elezioni per la Camera dei deputati nel collegio plurinominale Veneto 2 - 03, risultando eletto.